# Struthidea
Struthidea is een geslacht van zangvogels uit de familie Corcoracidae (slijknestkraaien).

## Soorten
Het geslacht kent de volgende soort:
- Struthidea cinerea – Apostelvogel